# Malédiction
Pour l'article antonyme, voir bénédiction
Pour les articles homonymes, voir Malédiction (homonymie).
 (mai 2025).
Améliorez-le ou discutez des points à vérifier. 
 (mai 2025).
 (mai 2025).

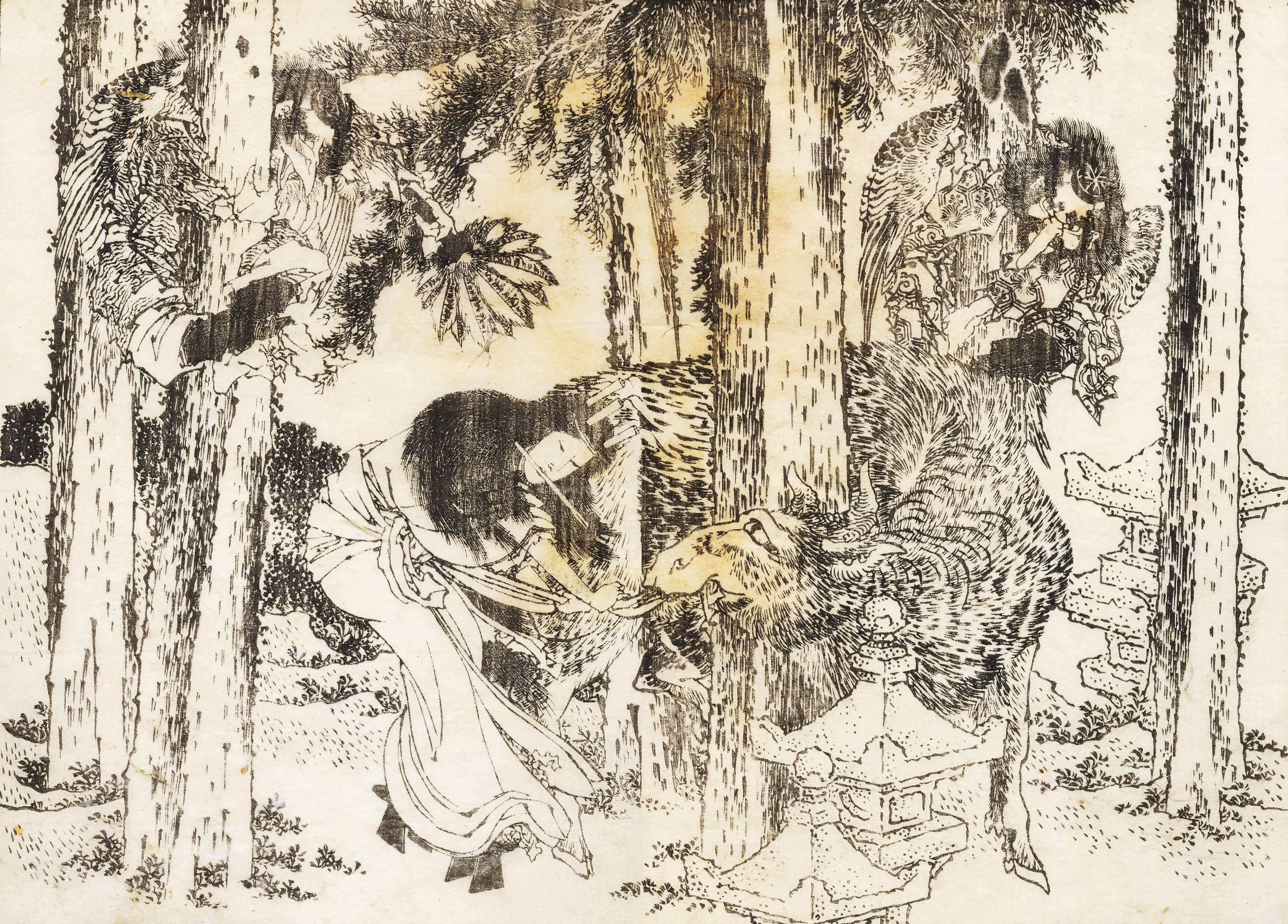
Une femme effectuant un rituel de malédiction (Hokusai)

Une malédiction est un état de malheur inéluctable, prenant la forme du destin, qui semble imposé par une divinité. C'est un sort maléfique, jeté sur un individu ou une communauté. En cela, le terme s'oppose au vocable religieux de bénédiction.
La malédiction est aussi un rituel appelant les puissances divines à exercer leur action punitive contre un individu ou un groupe d'individus, objet de cette malédiction[pertinence contestée].
Une malédiction est censée agir comme un envoûtement « négatif », un malheur qui agit sur une réputation, provoquant de la haine, qui fait que les autres vont se méfier de cette personne et craindre de la fréquenter face à la possibilité, voire au risque d'avoir à partager ce malheur.

## Divers mythes relatifs à des malédictions
- Malédiction du pharaon.
- Tablettes de malédiction employées dans l'antiquité en Égypte ou en Grèce.
- Damnatio memoriae prononcée contre certains empereurs romains.

## Malédictions « médiatiques »
Ces anecdotes utilisées par des médias sensationnalistes rencontrent un public d'ésotérisme. Une présentation orientée de quelques coïncidences (plusieurs décès) relevées dans un contexte morbide (momie, assassinat), "expliqués" par une thèse de malédiction occulte ou de complot peuvent parfois suffire à créer une légende. Citons dans l'ordre chronologique : 
- Malédiction de Toutânkhamon, forgée en 1923 par un journaliste anglais après le décès de Lord Carnarvon, vieillard maladif.
- Malédiction des Kennedy.
- Malédiction d'Ötzi.
- Malédiction de Tecumseh en 1811 qui porte sur tous les présidents américains élus lors d'une année divisible par 20.

* Malédictions prononcées contre Yitzhak Rabin et contre Ariel Sharon par des rabbins extrémistes.[réf. nécessaire][pertinence contestée]

## Dans l'art
Le thème de la malédiction est utilisé comme intrigue dans certaines œuvres d'opéras ou de théâtres, parmi lesquelles:
- Rigoletto. Le comte Monterone lance une malédiction contre Rigoletto et le duc de Mantoue qui va les suivre jusqu'à la fin.
- Malédiction des Labdacides.